# José Pacheco de Almeida
José Pacheco de Almeida (Horta, 17 de Fevereiro de 1938) é um político açoriano, que entre outras funções foi deputado, e membro da Junta Regional dos Açores e do Governo dos Açores.

## Biografia
Gerente, na filial da Horta, do Banco Comercial dos Açores, Diretor Comercial do mesmo Banco, em Ponta Delgada.